# Bahnivci
Bahnivci (Reduncinae) je podčeleď tvořena antilopou srnčí, voduškami a bahnivci, obývajícími močály, údolní nivy a jiné zatopené oblasti na území afrického kontinentu.
Samci mají na rozdíl od samic rohy a u většiny druhů jsou větší. Jsou to býložravci, kteří se živí většinou trávou, výhonky a listy.

## Klasifikace
- Čeleď Bovidae
  - Podčeleď Reduncinae
    - Rod Kobus - voduška
      - Voduška konžská (Kobus anselli)
      - Voduška velká (Kobus ellipsiprymnus)
      - Voduška kob (Kobus kob)
      - Voduška červená (Kobus leche)
      - Voduška abok (Kobus megaceros)
      - Voduška puku (Kobus vardonii)

    - Rod Redunca
      - Bahnivec jižní (Redunca arundinum)
      - Bahnivec horský (Redunca fulvorufula)
      - Bahnivec severní (Redunca redunca)

    - Rod Pelea
      - Antilopa srnčí (Pelea capreolus)